# Comanche County, Kansas
Comanche County är ett administrativt område i delstaten Kansas, USA, med 1 891 invånare. Den administrativa huvudorten (county seat) är Coldwater. 

## Geografi
Enligt United States Census Bureau har countyt en total area på 2 045 km². 2 042 km² av den arean är land och 4 km² är vatten. 

### Angränsande countyn
- Kiowa County - nord
- Barber County - öst
- Woods County, Oklahoma - syd
- Harper County, Oklahoma - sydväst
- Clark County - väst